# Jouko Salakka
Jouko Lauri Eljas Salakka (* 10. August 1951 in Somerniemi) ist ein ehemaliger finnischer Eisschnellläufer.

## Werdegang
Salakka, der für den Helsingin Luistinkiitäjät startete, nahm von 1963 bis 1981 an nationalen Wettbewerben teil und wurde dabei in den Jahren 1969, 1970 sowie 1971 finnischer Juniorenmeister im Kleinen Vierkampf. Zudem siegte er jeweils einmal bei den finnischen Meisterschaften im Sprint-Mehrkampf (1973) und im Großen Vierkampf (1974) sowie errang jeweils viermal den zweiten und dritten Platz. International startete er erstmals in der Saison 1970/71. Dabei kam er bei der Mehrkampfeuropameisterschaft 1971 in Heerenveen auf den 23. Platz und bei der Mehrkampfweltmeisterschaft 1971 in Göteborg auf den 22. Rang im Großen Vierkampf. Nach mehreren Podestplatzierungen bei Wettbewerben in Inzell und Platz 15 im Großen Vierkampf bei der Mehrkampfeuropameisterschaft 1972 in Davos zu Beginn der Saison 1971/72, nahm er bei den Olympischen Winterspielen 1972 in Sapporo an allen vier Läufen teil. Dabei belegte er den 27. Platz über 500 m, den 19. Rang über 10.000 m, den 18. Platz über 5000 m und den 17. Platz über 1500 m. Zum Saisonende errang er bei der Mehrkampfweltmeisterschaft 1972 in Oslo den 15. Platz im Großen Vierkampf. In den folgenden Jahren lief er bei der Mehrkampfweltmeisterschaft 1973 in Deventer auf den 19. Platz, bei der Mehrkampfeuropameisterschaft 1974 in Eskilstuna auf den 19. Rang und bei der Mehrkampfweltmeisterschaft 1974 in Inzell auf den 26. Platz im Großen Vierkampf. In der Saison 1974/75 erreichte er bei der Mehrkampfeuropameisterschaft 1975 in Heerenveen den 22. Platz und bei der Mehrkampfweltmeisterschaft 1975 in Oslo den 24. Rang im Großen Vierkampf. Zudem gewann er bei einem Wettbewerb in Davos den 3000-m-Lauf. Nachdem er in der Saison 1975/76 und 1976/77 meist nur an nationalen Rennen teilgenommen hatte, kam er in der Saison 1977/78 bei der Mehrkampfeuropameisterschaft 1978 in Oslo auf den 23. Platz und bei der Mehrkampfweltmeisterschaft 1978 in Göteborg erneut auf den 24. Rang im Großen Vierkampf. Bei der Mehrkampfweltmeisterschaft im folgenden Jahr in Oslo belegte er den 25. Platz im Großen Vierkampf. Letztmals international startete er bei der Mehrkampfeuropameisterschaft 1980 in Trondheim, wo er den 18. Platz im Großen Vierkampf errang.

## Erfolge

### Olympische Spiele
- 1972 Sapporo: 17. Platz 1500 m, 18. Platz 5000 m, 19. Platz 10.000 m, 27. Platz 500 m

### Mehrkampf-Weltmeisterschaften
- 1971 Göteborg: 22. Platz Großer Vierkampf
- 1972 Oslo: 22. Platz Großer Vierkampf
- 1973 Deventer: 19. Platz Großer Vierkampf
- 1974 Inzell: 26. Platz Großer Vierkampf
- 1975 Oslo: 24. Platz Großer Vierkampf
- 1978 Göteborg: 24. Platz Großer Vierkampf
- 1979 Oslo: 25. Platz Großer Vierkampf

### Mehrkampf-Europameisterschaften
- 1971 Heerenveen: 23. Platz Großer Vierkampf
- 1972 Davos: 15. Platz Großer Vierkampf
- 1974 Eskilstuna: 19. Platz Großer Vierkampf
- 1975 Heerenveen: 22. Platz Großer Vierkampf
- 1978 Oslo: 23. Platz Großer Vierkampf
- 1980 Trondheim: 18. Platz Großer Vierkampf

## Persönliche Bestzeiten
| Disziplin | Zeit         | Datum             | Ort       |
| --------- | ------------ | ----------------- | --------- |
| 500 m     | 40,10 s      | 4. Februar 1979   | Rovaniemi |
| 1000 m    | 1:21,80 min  | 4. Februar 1979   | Rovaniemi |
| 1500 m    | 2:01,25 min  | 8. April 1979     | Almaty    |
| 3000 m    | 4:19,90 min  | 26. Dezember 1979 | Inzell    |
| 5000 m    | 7:27,01 min  | 26. Januar 1980   | Davos     |
| 10.000 m  | 15:37,08 min | 22. Dezember 1979 | Inzell    |